# جنت شهر
جنت شهر (بالفارسية: جنت‌شهر) هي مدينة تقع في إيران في البلدة المركزية. يقدر عدد سكانها بـ 10,817 نسمة .